# Chovrino II
Chovrino II (Russisch: Ховрино) is een toekomstig station aan de oktoberspoorweg in het noordwesten van Moskou.  In 2021 zal lijn D3 van het stadsgewestelijk net samen met het station worden geopend. 

## Geschiedenis
De voorstadshalte bij het viaduct van de Severo-Vostotsjnaja Gorda over de oktoberspoorweg werd op 8 februari 2016 aangekondigd. In augustus 2017  verwachtte loco-burgemeester Koesjnoellin nog dat het station als onderdeel van een OV knooppunt medio 2018 geopend zou worden. In november 2017 was er al sprake van uitstel, het ontwerp was net begonnen en de opening pas in 2019 zou plaatsvinden. Begin 2019 volgde een tweede uitstel en werd de opening voor rond de jaarwisseling van 2020 – 2021 aangekondigd. In het opleveringsplan uit juli 2020 dat loopt tot 2023 zijn echter noch het station noch de D3 gemeld. 

## Indeling
Het station kent twee zijperrons langs de buitenste sporen van de oktoberspoorweg, de binnenste sporen worden gebruikt voor langeafstandstreinen die het station zonder stoppen passeren. Aan de noordzijde zijn de perrons toegankelijk vanaf een loopbrug. Het stationsgebouw is opgetrokken in de stijl van het Moskouse stadsgewestelijk net en aan het oostelijke perron. De loopbrug kruist aan de oostkant een opstelterrein voor goederentreinen en heeft een toegang in West-Degoenino. Aan de westkant  loopt de loopbrug boven de oktoberspoorweg en onder de Severo-Vostotsjnaja Gorda naar het plein bij het metrostation ongeveer 200 meter verderop. Samen met het regionale busstation dat bovengronds boven het metrostation ligt is er dan ook sprake van een overstappunt tussen stads en streekvervoer.  